# Jeux du Pacifique de 2019
Navigation
Édition précédente Édition suivante
Les XVIe Jeux du Pacifique se déroulent du 7 au 20 juillet 2019 à Apia, au Samoa.

## Désignation de la ville hôte
Lors de l'assemblée générale du 19 octobre 2012 à Wallis-et-Futuna, Nukuʻalofa, capitale des Tonga, a été choisi pour l'organisation des Jeux du Pacifique de 2019 face à Papeete pour la Polynésie française. Les Tonga avaient principalement fondé leur candidature sur le fait qu'elles n'avaient jamais accueilli l'évènement et que les autres pays qui l'avaient fait l'avaient reçu deux fois ou plus.
Cependant, en mai 2017, le Gouvernement tongan a décidé de décliner l'organisation en raison de son incapacité à faire face aux dépenses requises.
Alors proposé à Tahiti qui refusa par manque de temps pour mettre aux normes ses installations, elle sera remportée par le Samoa au détriment de Guam. Loau Keneti Sio, le ministre samoan des Sports, est nommé président du comité d'organisation de ces Jeux.

## Organisation

### Budget
Le Gouvernement du Samoa a alloué un budget de 11 millions de $US comptant sur un même montant issus du sponsors économiques. Le montant total des parrainages en janvier atteignait 5,48 millions de dollars, dont trois millions par Digicel Samoa et deux millions par la Samoa Commercial Bank.

### Lieux et infrastructures
- Apia Park : Cérémonies, Athlétisme, Rugby à neuf, Tennis
- Front de mer d'Apia: Beach Volleyball
- Complexe sportif de Faleata : Boulingrin, squash, tir à l'arc
  - Centre aquatique : Natation
  - Ovale de cricket : Cricket
  - Gymnase 1 : Judo,Haltérophilie, Force athlétique
  - Gymnase 2 : Basketball , Basketball
  - Harvest Centre : Tennis de table , Taekwondo
  - St. Joseph’s Field : Touch
- Don Bosco Savaii : Boxe
- Parcours de Fagalii : Golf
- National Soccer Stadium : Football
- Marist Stadium, Lotopa : Rugby 7s
- Centre multi-sport : Badminton,Netball
- Gymase de l'université nationale : Volleyball
- Sheraton Beach Resort de Mulifanua : Nage en eau libre, Voile, Va’a
- Sogi Recreational Park : Triathlon
- Centre de tir de Tafaigata : Tir

### Identité visuelle
Le logo a été dévoilé le 15 juin 2018 et s'intitule « Le Samoa accueille les Jeux  ». Conçu par les graphistes locaux Suivu Mah Yuen et Irwin Kennar, il comporte des motifs tels que le bol Tanoa, utilisé dans la cérémonie traditionnelle samoane du Kava; et des icônes sportives qui se combinent pour créer une flamme. 
Aucune mascotte n'a été créée pour l'occasion.

### Médias
TV3 Samoa est le partenaire exclusif de la radiodiffusion local pour ces jeux.
La diffusion sur les chaines étrangères est assurées par SKY New Zealand ( Nouvelle-Zélande), EMTV ( Papouasie-Nouvelle-Guinée), Fiji TV ( Fidji), La Première ( France) et Vanuatu TV ( Vanuatu).

## Pays participants
Vingt-quatre nations ont concouru à ces jeux avec les 22 membres du conseil et comme depuis 2015, des sportifs de l'Australie et de la Nouvelle-Zélande.
- Samoa américaines
- Australie (42)
- Îles Cook
- États fédérés de Micronésie
- Fidji
- Guam (150)
- Kiribati
- Îles Marshall
- Nauru
- Nouvelle-Calédonie (327)[9]
- Nouvelle-Zélande (55)
- Niue
- Île Norfolk
- Mariannes du Nord
- Palaos
- Papouasie-Nouvelle-Guinée (391)
- Samoa (Pays hôte)
- Îles Salomon
- Tahiti
- Tokelau
- Tonga
- Tuvalu
- Vanuatu
- Wallis-et-Futuna

En tant que pays associés,
- L'Australie participent uniquement aux épreuves d'athlétisme, beach volleyball, rugby à 7, voile, taekwondo et haltérophilie.
- La Nouvelle-Zélande uniquement en tir à l'arc ,athlétisme, taekwondo  et haltérophilie. Pour le football, l'équipe inscrite est composé de joueurs espoirs (-23 ans).

## Disciplines
Trois disciplines font leur apparition par rapport à la précédente édition : le basket-ball à trois et la réintégration du tir à l'arc et du badminton.
Culturisme, karaté, hockey sur gazon et softball ne sont pas au programme.
En tennis de table, le tournoi inclus des épreuves handisport avec les catégories debout et assis. Également en athlétisme handisport, avec le 100 m debout, le lancer de javelot debout et le lancer de poids debout.
Le triathlon comporte également des épreuves d'aquathlon. La natation comporte une épreuve de nage en eau libre sur 5km.
Le Va'a est un sport typiquement polynésien avec des épreuves de sprint (V1 500 m ,V6 500 m ,V6 1500 m et V12 500 m) et de marathon (V1 16 km et V6 24 km).
| - Athlétisme - Badminton - Boulingrin - Boxe - Force athlétique - Haltérophilie | - Golf - Judo - Squash - Natation - Taekwondo - Tennis | - Tir à l'arc - Tir sportif - Triathlon - Va'a - Voile |

| - Basket-ball - Basket-ball à trois - Cricket - Football - Netball | - Rugby à sept - Rugby à IX - Touch rugby - Beach-volley - Volley-ball |

Des quotas pour les Jeux olympiques d'été de 2020 sont attribués pour le tir à l'arc, tous les deux gagnés par la Nouvelle-Zélande.

### Podiums dans les sports collectifs
| Event                    | Or                        | Argent                    | Bronze                    |
| ------------------------ | ------------------------- | ------------------------- | ------------------------- |
| Basket-ball masculin     | Guam                      | Tahiti                    | Fidji                     |
| Basket-ball féminin      | Samoa américaines         | Fidji                     | Samoa                     |
| Basket-ball 3x3 masculin | Guam                      | Fidji                     | Samoa                     |
| Basket-ball 3x3 féminin  | Fidji                     | Îles Cook                 | Tahiti                    |
| Cricket masculin         | Papouasie-Nouvelle-Guinée | Vanuatu                   | Samoa                     |
| Cricket féminin          | Samoa                     | Papouasie-Nouvelle-Guinée | Vanuatu                   |
| Football masculin        | Nouvelle-Zélande          | Nouvelle-Calédonie        | Fidji                     |
| Football féminin         | Papouasie-Nouvelle-Guinée | Samoa                     | Fidji                     |
| Netball mixte            | Îles Cook                 | Tonga                     | Papouasie-Nouvelle-Guinée |
| Rugby à sept masculin    | Fidji                     | Samoa                     | Tonga                     |
| Rugby à sept féminin     | Fidji                     | Australie                 | Papouasie-Nouvelle-Guinée |
| Rugby à IX masculin      | Fidji                     | Papouasie-Nouvelle-Guinée | Samoa                     |
| Rugby à IX féminin       | Fidji                     | Papouasie-Nouvelle-Guinée | Îles Cook                 |
| Touch rugby masculin     | Papouasie-Nouvelle-Guinée | Samoa                     | Fidji                     |
| Touch rugby féminin      | Papouasie-Nouvelle-Guinée | Samoa                     | Fidji                     |
| Touch rugby mixte        | Papouasie-Nouvelle-Guinée | Samoa                     | Îles Cook                 |
| Volley-ball masculin     | Tahiti                    | Wallis-et-Futuna          | Nouvelle-Calédonie        |
| Volley-ball féminin      | Nouvelle-Calédonie        | Tahiti                    | Samoa                     |

## Calendrier des compétitions
| CO | Cérémonie d'ouverture | ● | Jour de compétition |  | Jour de finale | 4 | Nombre de finales | CC | Cérémonie de clôture |

| Juillet          | Juillet          | 7 Dim | 8 Lun | 9 Mar | 10 Mer | 11 Jeu | 12 Ven | 13 Sam | 14 Dim | 15 Lun | 16 Mar | 17 Mer | 18 Jeu | 19 Ven | 20 Sam | Épreuves |
| ---------------- | ---------------- | ----- | ----- | ----- | ------ | ------ | ------ | ------ | ------ | ------ | ------ | ------ | ------ | ------ | ------ | -------- |
| Cérémonies       | Cérémonies       | CO    |       |       |        |        |        |        |        |        |        |        |        |        | CC     |          |
| Tir à l'arc      | Tir à l'arc      |       | ●     | 4     | 2      | ●      | 4      |        |        |        |        |        |        |        |        | 10       |
| Athlétisme       | Athlétisme       |       |       |       |        |        |        |        |        | 5      | 11     | 7      | 14     | 9      | 2      | 48       |
| Badminton        | Badminton        |       | ●     | ●     | 1      | ●      | ●      | 5      |        |        |        |        |        |        |        | 6        |
| 3x3 basketball   | 3x3 basketball   |       |       |       |        |        |        |        |        |        |        |        | ●      | ●      | 2      | 2        |
| Basketball       | Basketball       |       | ●     | ●     | ●      | ●      | ●      | ●      |        | ●      | ●      | 2      |        |        |        | 2        |
| Boxe             | Boxe             |       |       |       |        |        |        |        |        | ●      | ●      | ●      | ●      | 13     |        | 13       |
| Cricket          | Cricket          |       | ●     | ●     | ●      | ●      | ●      | 2      |        |        |        |        |        |        |        | 2        |
| Football         | Football         |       | ●     |       | ●      |        | ●      |        |        | ●      |        |        | ●      |        | 2      | 2        |
| Golf             | Golf             |       |       |       | ●      | ●      | ●      | 4      |        |        |        |        |        |        |        | 4        |
| Judo             | Judo             |       |       |       |        |        |        |        |        | 7      | 7      | 4      |        |        |        | 18       |
| Boulingrin       | Boulingrin       |       | ●     | ●     | 4      | ●      | ●      | 4      |        |        |        |        |        |        |        | 8        |
| Netball          | Netball          |       |       |       |        |        |        |        |        | ●      | ●      | ●      | ●      | ●      | 1      | 1        |
| Va'a             | Va'a             |       |       | 2     | 6      |        | 2      | 2      |        |        |        |        |        |        |        | 12       |
| Force athlétique | Force athlétique |       |       |       |        |        |        |        |        |        |        |        | 10     | 5      |        | 15       |
| Rugby à IX       | Rugby à IX       |       | ●     | 2     |        |        |        |        |        |        |        |        |        |        |        | 2        |
| Rugby à 7        | Rugby à 7        |       |       |       |        |        | ●      | 2      |        |        |        |        |        |        |        | 2        |
| Voile            | Voile            |       |       | ●     | ●      | ●      | ●      | 2      |        | ●      | ●      | ●      | ●      | 4      |        | 6        |
| Tir sportif      | Tir sportif      |       |       |       |        |        |        |        |        | 2      | 2      | 2      | 2      | 2      |        | 10       |
| Squash           | Squash           |       | ●     | ●     | ●      | 2      | ●      | ●      |        | ●      | 2      | ●      | ●      | 3      |        | 7        |
| Natation         | Natation         |       | 2     | 9     | 8      | 8      | 6      | 9      |        |        |        |        |        |        |        | 42       |
| Tennis de table  | Tennis de table  |       | ●     | ●     | 2      | ●      | 1      | 8      |        |        |        |        |        |        |        | 11       |
| Taekwondo        | Taekwondo        |       |       |       |        |        |        |        |        |        |        | 8      | 8      | 2      |        | 18       |
| Tennis           | Tennis           |       | ●     | ●     | ●      | ●      | 2      | ●      |        | ●      | ●      | ●      | 3      | 2      |        | 7        |
| Touch Rugby      | Touch Rugby      |       |       |       |        |        |        |        |        | ●      | ●      | 2      | ●      | ●      | 1      | 3        |
| Triathlon        | Triathlon        |       |       |       |        |        |        |        |        |        |        |        |        | 3      | 3      | 6        |
| Beach volley     | Beach volley     |       | ●     | ●     | ●      | ●      | 2      |        |        |        |        |        |        |        |        | 2        |
| Volleyball       | Volleyball       |       |       |       |        | ●      | ●      | ●      |        | ●      | ●      | ●      | ●      | 1      | 1      | 2        |
| Haltérophilie    | Haltérophilie    |       |       | 12    | 9      | 9      | 12     | 18     |        |        |        |        |        |        |        | 60       |
| Juillet          | Juillet          | 7 Dim | 8 Lun | 9 Mar | 10 Mer | 11 Jeu | 12 Ven | 13 Sam | 14 Dim | 15 Lun | 16 Mar | 17 Mer | 18 Jeu | 19 Ven | 20 Sam | Épreuves |

## Tableau des médailles
23 nations sur 24 repartent avec au moins une médaille. Seuls les Palaos repartent sans aucune médaille.
- Pays organisateur

| Rang               | Nation                      | Or  | Argent | Bronze | Total |
| ------------------ | --------------------------- | --- | ------ | ------ | ----- |
| 1                  | Nouvelle-Calédonie          | 76  | 55     | 51     | 182   |
| 2                  | Papouasie-Nouvelle-Guinée   | 38  | 57     | 35     | 130   |
| 3                  | Samoa                       | 38  | 42     | 45     | 125   |
| 4                  | Tahiti                      | 35  | 39     | 45     | 119   |
| 5                  | Fidji                       | 35  | 38     | 43     | 116   |
| 6                  | Australie                   | 33  | 9      | 14     | 56    |
| 7                  | Nauru                       | 12  | 6      | 16     | 34    |
| 8                  | Tonga                       | 9   | 5      | 14     | 28    |
| 9                  | Nouvelle-Zélande            | 8   | 10     | 6      | 24    |
| 10                 | Vanuatu                     | 8   | 5      | 12     | 25    |
| 11                 | Kiribati                    | 6   | 10     | 9      | 25    |
| 12                 | Îles Cook                   | 5   | 5      | 8      | 18    |
| 13                 | Îles Salomon                | 4   | 13     | 19     | 36    |
| 14                 | Guam                        | 3   | 10     | 6      | 19    |
| 15                 | Wallis-et-Futuna            | 3   | 6      | 2      | 11    |
| 16                 | Îles Mariannes du Nord      | 3   | 1      | 0      | 4     |
| 17                 | Île Norfolk                 | 2   | 2      | 3      | 7     |
| 18                 | Samoa américaines           | 1   | 5      | 7      | 13    |
| 19                 | Niue                        | 1   | 1      | 2      | 4     |
| 20                 | Tuvalu                      | 1   | 1      | 1      | 3     |
| 21                 | États fédérés de Micronésie | 1   | 0      | 0      | 1     |
| 22                 | Îles Marshall               | 0   | 1      | 2      | 3     |
| 23                 | Tokelau                     | 0   | 0      | 1      | 1     |
| Total (23 nations) | Total (23 nations)          | 322 | 321    | 341    | 984   |

En Taekwendo, l'australienne Chelsea Hobday remporte l'unique médaille d'or en jeu puisqu'elle est l'unique sportif en compétition.
Il y a deux des ex aequo en Saut en hauteur homme avec l'attribution de deux médailles d'argent mais pas de médaille de bronze.
Dans les sports de combats, les demi-finalistes sont médaillés tous les deux de bronze (Boxe, Judo, Taekwendo ) avec des cas particulier
- En boxe, faute de concurrents, il n'y a pas eu de médailles de bronze dans les catégories homme mi-mouche et femme mouche
- En Judo, il n'y a qu'une seule médaille de bronze attribué dans le format par équipe
- En Judo, une seule médaille de bronze a été attribué dans la catégorie femme −78 kg et +78kg
- En Judo, faute de concurrents, il n'y a pas eu de médailles de bronze dans les catégories femme -70kg
- En Taekwendo, avec seulement trois compétiteurs, il n'y a eu qu'une seule médaille de bronze attribué dans les catégories Homme -87 kg, Femme −46 kg, Femme +73kg et Femme par équipe
- En Taekwendo, faute de concurrents, il n'y a pas eu de médailles de bronze dans les catégories femme de −49 kg et −67 kg

La médaille de bronze n'a pas été décerné
- sur le 3000 m steeple chase femmes puisque seules trois concurrentes ont pris le départ.
- en tennis de table handisport, il n'y a que deux concurrentes qui se sont affrontées en catégorie femmes en fauteuil.
- en haltérophilie dans la catégories 102 kg homme Épaulé jété et total puisque le troisième concurrent Petunu Opeloge n’a pas validé cette technique alors qu'il avait remporté l'or dans l'arraché. Même configuration pour la catégorie des +109kg